# Cyperus micromariscus
Cyperus micromariscus är en halvgräsart som beskrevs av Kaare Arnstein Lye. Cyperus micromariscus ingår i släktet papyrusar, och familjen halvgräs. Inga underarter finns listade i Catalogue of Life.